# Бекузаров, Алик Ахполатович
Алик Ахполатович Бекузаров (род. 28 октября 1954) — советский дзюдоист, советский и российский тренер по дзюдо, мастер спорта СССР (1975), Заслуженный тренер России (1996), Заслуженный работник физической культуры Российской Федерации. Является главным тренером по дзюдо сборной Северной Осетии. Среди его воспитанников были бронзовый призёр чемпионата России Сослан Засеев; призёр чемпионатов России, чемпион и призёр чемпионатов мира среди военнослужащих Казбек Цагараев; чемпион и призёр чемпионатов России и Европы, призёр чемпионатов мира и Олимпийских игр, Заслуженный мастер спорта России Тамерлан Тменов; призёр чемпионатов России Аслан Лаппинагов.